# Scarlett Byrne
Scarlett Byrne, (gift Hefner), född 6 oktober 1990 i Hammersmith, London, England, är en brittisk skådespelare. Hon är främst känd för sina roller som Pansy Parkinson i Harry Potterserien, Lexi i TV-serien Falling Skies och Nora Hildegard i TV-serien The Vampire Diaries.